# Call of Duty: Black Ops 4
Call of Duty: Black Ops 4 (cách điệu thành Call of Duty: Black Ops IIII) là một trò chơi bắn súng góc nhìn người thứ nhất nhiều người chơi (multiplayer) ra mắt năm 2018 được phát triển bởi Treyarch và do Activision phát hành. Game được phát hành trên toàn cầu cho các hệ máy Microsoft Windows, PlayStation 4, và Xbox One vào 12 tháng 10 năm 2018.
Đây là phần tiếp theo của phiên bản Call of Duty: Black Ops III ra mắt năm 2015, là phần thứ 5 trong loạt Black Ops, và là phần thứ 15 của loạt game Call of Duty.
Black Ops 4 là tựa Call of Duty đầu tiên không có chế độ chơi đơn (campaign) truyền thống. Thay vào đó, game xuất hiện chế độ Solo Missions, tập trung vào tiểu sử của các nhân vật multiplayer trong trò chơi, hay còn được gọi là "Specialists". Các nhiệm vụ trong game diễn ra giữa các sự kiện trong Black Ops II và III theo thứ tự thời gian. Một số nhân vật Specialists cũng được lấy từ Black Ops III.
Chế độ nhiều người chơi là chế độ đầu tiên trong loạt game không có tính năng tự động hồi phục máu, ngoài ra, game còn giới thiệu cả hệ thống độ giật và đạn đạo mới. Trò chơi bao gồm ba bản đồ Zombies vào ngày phát hành, và bốn bản đồ trong các phiên bản đặc biệt của trò chơi. Các bản đồ trong game bao gồm con tàu RMS Titanic, một trường đấu Ai Cập cổ đại, và Alcatraz Federal Penitentiary. Game cũng giới thiệu một chế độ battle-royale mới có tên Blackout, hỗ trợ tối đa 100 người chơi trong mỗi trận đấu. Nhiều nhân vật từ tựa game này và các tựa Black Ops khác có thể được sử dụng làm nhân vật của người chơi trong chế độ này.
Quá trình phát triển của Black Ops 4 bắt đầu ngay sau khi phát hành Black Ops III. Treyarch đã chọn không phát triển chế độ chơi đơn khi bắt đầu phát triển, thay vào đó họ tập trung toàn bộ vào mảng nhiều người chơi. Họ cho rằng sự quan tâm ngày càng tăng đối với chế độ multiplayer và việc nhiều người chơi không dành nhiều thời gian cho phần chơi đơn là lý do khiến họ thay đổi hướng đi. Black Ops 4 sử dụng nền tảng Battle.net của Blizzard cho phiên bản Windows thay vì Steam, và cũng là tựa game đầu tiên trong cả series được bán ra với hình thức này.
Trước khi ra mắt, game nhận được nhiều ý kiến tiêu cực do thiếu chế độ chơi chiến dịch và Black Ops Pass, một bản mở rộng (DLC) dưới dạng "Operations".
Black Ops 4 đã nhận được nhiều đánh giá tích cực khi phát hành, với khen ngợi dành cho ba chế độ của game (đặc biệt là Blackout), trong khi nhận được nhiều chỉ trích vì thiếu chế độ chơi đơn và nặng yếu tố microtransaction (sử dụng tiền thật để mua vật phẩm ảo). Mặc dù doanh số bán đĩa vật lý cho game vào hàng thấp nhất trong loạt trò chơi trong một thập kỷ, đây là lần phát hành kỹ thuật số (digital) bán chạy nhất trong lịch sử của Activision, vượt qua cả Call of Duty: WWII ra mắt vào năm 2017.

## Gameplay
Call of Duty: Black Ops 4 là một trò chơi trực tuyến (multiplayer) thuộc thể loại bắn súng góc nhìn người thứ nhất (first-person-shooter). Không giống như các tựa game trong loạt Call of Duty trước đây, Black Ops 4 là phiên bản game đầu tiên không có chế độ chơi đơn truyền thống, thay vào đó chỉ bao gồm các chế độ multiplayer, Zombies và một chế độ battle-royale mới được gọi là Blackout.

## Phát triển
Khi thảo luận về lý do tại sao trò chơi không có chế độ campaign, Dan Bunting, đồng giám đốc studio Treyarch, tiết lộ rằng phần chơi chiến dịch chưa bao giờ được lên kế hoạch cho Black Ops 4, rằng họ muốn thử một cái gì đó khác biệt và có thể tạo ra một trò chơi dễ chơi hơn với những người chơi trên toàn thế giới. Điều này mâu thuẫn với các báo cáo rằng chế độ chơi chiến dịch đã bị hủy bỏ trong quá trình phát triển vì studio không có đủ thời gian để hoàn thành. Treyarch cũng quan sát rằng phần lớn người chơi Black Ops III đã chơi phần multiplayer của trò chơi mà chưa hoàn thành phần chơi đơn. Một đại diện của Activision sau đó cho biết rằng quyết định lược bỏ chế độ chiến dịch sẽ không phải là một sự thay đổi vĩnh viên đối với loạt game, và rằng chế độ này sẽ trở lại trong phiên bản Call of Duty tiếp theo ra mắt vào năm 2019.
Theo một báo cáo từ biên tập viên của trang Kotaku, Jason Schreier, ban đầu Treyarch đã lên kế hoạch cho Black Ops 4 có một phần chơi đơn lấy cốt truyện tiếp tục tự các sự kiện trong Call of Duty: Black Ops III, bối cảnh thế giới hậu khải huyền (post-apocalyptic). Tuy nhiên, vào đầu năm 2018, studio đã quyết định hủy bỏ phần chơi này do nhiều lo ngại về kỹ thuật, thời gian và những phản hồi tiêu cực về cách chơi.
Kết hợp với quyết định của nhà phát hành Activision nhằm phát hành trò chơi vào đúng tháng 10, studio đã nghĩ đến việc tạo ra chế độ Blackout theo thể loại battle-royale lúc đấy đang là xu hướng, nhằm thay thế cho phần chơi đơn truyền thống.

## Phát hành

Logo của Black Ops 4, thể hiện các chữ số La Mã ở dạng thập phân cơ bản.

Vào ngày 6 tháng 2 năm 2018, trang Eurogamer đã công bố tựa game Call of Duty 2018 của Treyarch sẽ là một phiên bản mới trong loạt game phụ Black Ops, sau phần game Call of Duty: Black Ops III ra mắt năm 2015. Vào ngày 5 tháng 3, trang tin tức chuyên về Call of Duty Charlie Intel đã nhận được hình ảnh về cơ sở dữ liệu nội bộ của nhà bán lẻ trò chơi GameStop, cho thấy sự xuất hiện của Call of Duty: Black Ops 4.
Vào ngày 8 tháng 3, game đã được Activision công bố chính thức cùng một đoạn teaser; sự kiện ra mắt của game được tổ chức vào ngày 17 tháng 5 năm 2018.
Call of Duty: Black Ops 4 được phát hành vào ngày 12 tháng 10 năm 2018, trên các hệ Microsoft Windows, PlayStation 4, và Xbox One. Đây là tựa Call of Duty đầu tiên được phát hành vào tháng 10 kể từ Call of Duty 2; các tựa game kể từ về sau đều được phát hành vào tháng 11. Việc phát hành Call of Duty: Black Ops 4 trước một tháng được cho là nhằm tránh việc cạnh tranh với tựa game đến từ Rockstar Games, Red Dead Redemption 2 ra mắt ngày 26 tháng 10 cùng năm.
Giống như các tựa game trước, một bản beta riêng cho chế độ multiplayer đã được gửi đến những người chơi đã đặt hàng trước. Vào ngày 11 tháng 7 năm 2018, Activision và Treyarch đã công bố ngày ra mắt của các bản beta nhiều người chơi: người chơi trên hệ PlayStation 4 nhận được bản beta độc quyền sớm nhất từ ngày 3 đến ngày 6 tháng 10, và đến tuần thứ 2, bản beta được cung cấp rộng rãi từ ngày 10 đến ngày 13 cùng tháng cho tất cả các nền tảng khác. Người chơi trên nền tảng Windows đã nhận được bản open-beta từ ngày 11 đến ngày 13 tháng 8, trong khi những người chơi đặt hàng trước trò chơi có thể truy cập trước từ ngày 10 tháng 8.
Phiên bản Windows sử dụng nền tảng Battle.net độc quyền của Blizzard Entertainment, và không xuất hiện trên gian hàng Steam. Đây là lần đầu tiên kể từ phiên bản Call of Duty 2 ra mắt năm 2005 (sau đó cũng được ra mắt trên Steam).

## Tiếp nhận
Khi có tin đồn rằng Black Ops 4 sẽ không có phần chơi đơn, phản ứng phần lớn từ cộng đồng Call of Duty là tiêu cực. Việc Treyarch chính thức xác nhận việc không có phần chơi chiến dịch đã khiến nhiều người hâm mộ bày tỏ sự thất vọng. Đáp lại những lời chỉ trích, Dan Bunting, đồng giám đốc studio tại Treyarch, đã nói trong một cuộc phỏng vấn với Eurogamer rằng "Chúng tôi đang đem đến nhiều hơn nữa những gì mà người chơi đang dành phần lớn thời gian cho các phần game trong loạt", ám chỉ rằng người chơi dành nhiều thời gian cho phần chơi mạng hơn là chơi đơn.
Trong một cuộc phỏng vấn với Polygon vào tháng 5 năm 2018, Bunting sau đó đã tiết lộ rằng phần chơi đơn truyền thống của game chưa bao giờ được lên kế hoạch, và phủ nhận các cáo buộc trước đó rằng Treyarch đã loại bỏ phần chơi đơn đó do hạn chế về thời gian..
Call of Duty: Black Ops 4 đã nhận về các đánh giá chung "tích cực" trên mọi nền tảng, theo trang Metacritic. Chấm game 9.5/10 điểm, Game Informer viết: "Call of Duty: Black Ops 4 có sự hy sinh chắc chắn sẽ gây thất vọng cho nhiều người khi thiếu đi mảng chơi đơn, nhưng chính sự đầu hàng của truyền thống ấy, đã đi kèm với những lợi ích sâu rộng và đáng kể. Blackout là trải nghiệm battle-royale đựoc làm tốt nhất hiện nay, chế độ zombie cung cấp co-op có thể tùy biến một cách điên cuồng, và các chế độ multiplayer khác giúp mọi thứ trở nên dễ dàng hơn cho những ai đang tìm kiếm những giá trị cốt lõi cổ điển." Electronic Gaming Monthly chấm game 8.5/10, viết: "Call of Duty: Black Ops 4 đã thực hiện một số thay đổi táo bạo cho loạt game và cuối cùng, những sự thay đổi ấy tốt. Việc lần đầu tiên bao gồm chế độ battle-royale, và thậm chí các chế độ multiplayer hay Zombies survival không giống như những gì đã từng thể hiện trước đây. Thay đổi luôn tiềm ẩn những rủi ro, nhưng trong trường hợp của Black Ops 4, nó tốt." IGN đã viết rằng "Black Ops 4 có một vài điểm chưa đạt, nhưng bất kỳ chế độ nào trong số ba chế độ của game đều tạo ra một trải nghiệm bắn súng thú vị, mang lại cảm giác khác biệt và cá nhân hóa." Trang đã đưa ra các đánh giá riêng biệt cho từng chế độ với Blackout là 9/10, Zombies là 8.5/10 và phần Multiplayer với 7.8/10. Đánh giá chung của trang dành cho toàn bộ tựa game là 8.5/10.

### Doanh thu
Black Ops 4 thu về hơn 500 triệu đô la doanh số bán lẻ trên toàn thế giới trong vòng ba ngày đầu tiên phát hành.
Trò chơi là tựa game bán chạy thứ hai ở Mỹ vào tháng 11 năm 2018 chỉ sau Red Dead Redemption 2.
Vào tháng 2 năm 2019, Activision phát biểu rằng doanh thu trò chơi chưa đáp ứng được mong đợi của hãng.

### Giải thưởng
| Năm  | Giải thưởng                 | Hạng mục                                     | Kết quả   | Có liên quan  |
| ---- | --------------------------- | -------------------------------------------- | --------- | ------------- |
| 2018 | Game Critics Awards         | Best Action Game                             | Đề cử     | [ 39 ]        |
| 2018 | Game Critics Awards         | Best Online Multiplayer                      | Đề cử     | [ 39 ]        |
| 2018 | Gamescom 2018               | Best Social/Online Game                      | Đoạt giải | [ 40 ]        |
| 2018 | Golden Joystick Awards      | Ultimate Game of the Year                    | Đề cử     | [ 41 ] [ 42 ] |
| 2018 | The Game Awards 2018        | Best Audio Design                            | Đề cử     | [ 43 ] [ 44 ] |
| 2018 | The Game Awards 2018        | Best Action Game                             | Đề cử     | [ 43 ] [ 44 ] |
| 2018 | The Game Awards 2018        | Best Multiplayer Game                        | Đề cử     | [ 43 ] [ 44 ] |
| 2018 | Gamers' Choice Awards       | Fan Favorite Game                            | Đề cử     | [ 45 ] [ 46 ] |
| 2018 | Gamers' Choice Awards       | Fan Favorite Multiplayer Game                | Đề cử     | [ 45 ] [ 46 ] |
| 2018 | Gamers' Choice Awards       | Fan Favorite Shooter Game                    | Đoạt giải | [ 45 ] [ 46 ] |
| 2018 | Gamers' Choice Awards       | Fan Favorite Battle Royale Game (Blackout)   | Đề cử     | [ 45 ] [ 46 ] |
| 2018 | Titanium Awards             | Best Action Game                             | Đề cử     | [ 47 ]        |
| 2018 | Australian Games Awards     | Multiplayer/Online Title of the Year         | Đề cử     | [ 48 ]        |
| 2018 | Australian Games Awards     | Shooter of the Year                          | Đoạt giải | [ 48 ]        |
| 2018 | Australian Games Awards     | Game of the Year                             | Đề cử     | [ 48 ]        |
| 2019 | 22nd Annual D.I.C.E. Awards | Action Game of the Year                      | Đề cử     | [ 49 ]        |
| 2019 | NAVGTR Awards               | Game, eSports                                | Đề cử     | [ 50 ] [ 51 ] |
| 2019 | 2019 G.A.N.G. Awards        | Best Original Song ("Right Where We Belong") | Đề cử     | [ 52 ]        |
| 2019 | Italian Video Game Awards   | People's Choice                              | Đề cử     | [ 53 ]        |
| 2019 | Golden Joystick Awards      | eSports Game of the Year                     | Đề cử     | [ 54 ]        |